# WTA de Birmingham
O WTA de Birmingham – ou Rothesay Classic Birmingham, na última edição – foi um torneio de tênis profissional feminino, de nível WTA 250.
Realizado em Birmingham, no Reino Unido, estreou em 1982 e durou pouco mais de quatro décadas. Os jogos eram disputados em quadras de grama durante o mês de junho.
Durante a reformulação da temporada de grama em 2025, a federação britânica extinguiu o torneio do circuito de elite para transformá-lo em um evento combinado challenger.

## Finais

### Simples
| Ano                                                         | Campeã                                                                  | Vice-campeã                                                             | Resultado                                                               |                                                                         |
| ----------------------------------------------------------- | ----------------------------------------------------------------------- | ----------------------------------------------------------------------- | ----------------------------------------------------------------------- | ----------------------------------------------------------------------- |
| 2024                                                        | Yulia Putintseva                                                        | Ajla Tomljanović                                                        | 6–1, 7–68                                                               |                                                                         |
| 2023                                                        | Jeļena Ostapenko                                                        | Barbora Krejčíková                                                      | 7–68, 6–4                                                               |                                                                         |
| 2022                                                        | Beatriz Haddad Maia                                                     | Zhang Shuai                                                             | 5–4, ab.                                                                |                                                                         |
| 2021                                                        | Ons Jabeur                                                              | Daria Kasatkina                                                         | 7–5, 6–4                                                                |                                                                         |
| Torneio não realizado em 2020 devido à pandemia de COVID-19 |                                                                         |                                                                         |                                                                         |                                                                         |
| 2019                                                        | Ashleigh Barty                                                          | Julia Görges                                                            | 6–3, 7–5                                                                |                                                                         |
| 2018                                                        | Petra Kvitová                                                           | Magdaléna Rybáriková                                                    | 4–6, 6–1, 6–2                                                           |                                                                         |
| 2017                                                        | Petra Kvitová                                                           | Ashleigh Barty                                                          | 4–6, 6–3, 6–2                                                           |                                                                         |
| 2016                                                        | Madison Keys                                                            | Barbora Strýcová                                                        | 6–3, 6–4                                                                |                                                                         |
| 2015                                                        | Angelique Kerber                                                        | Karolína Plíšková                                                       | 56–7, 6–3, 7–64                                                         |                                                                         |
| 2014                                                        | Ana Ivanović                                                            | Barbora Záhlavová-Strýcová                                              | 6–3, 6–2                                                                |                                                                         |
| 2013                                                        | Daniela Hantuchová                                                      | Donna Vekić                                                             | 7–65, 6–4                                                               |                                                                         |
| 2012                                                        | Melanie Oudin                                                           | Jelena Janković                                                         | 6–4, 6–2                                                                |                                                                         |
| 2011                                                        | Sabine Lisicki                                                          | Daniela Hantuchová                                                      | 6–3, 6–2                                                                |                                                                         |
| 2010                                                        | Li Na                                                                   | Maria Sharapova                                                         | 7–5, 6–1                                                                |                                                                         |
| 2009                                                        | Magdaléna Rybáriková                                                    | Li Na                                                                   | 6–0, 7–62                                                               |                                                                         |
| 2008                                                        | Kateryna Bondarenko                                                     | Yanina Wickmayer                                                        | 7–67, 3–6, 7–64                                                         |                                                                         |
| 2007                                                        | Jelena Janković                                                         | Maria Sharapova                                                         | 4–6, 6–3, 7–5                                                           |                                                                         |
| 2006                                                        | Vera Zvonareva                                                          | Jamea Jackson                                                           | 7–612, 7–65                                                             |                                                                         |
| 2005                                                        | Maria Sharapova                                                         | Jelena Janković                                                         | 6–2, 4–6, 6–1                                                           |                                                                         |
| 2004                                                        | Maria Sharapova                                                         | Tatiana Golovin                                                         | 4–6, 6–2, 6–1                                                           |                                                                         |
| 2003                                                        | Magdalena Maleeva                                                       | Shinobu Asagoe                                                          | 6–1, 6–4                                                                |                                                                         |
| 2002                                                        | Jelena Dokić                                                            | Anastasia Myskina                                                       | 6–2, 6–3                                                                |                                                                         |
| 2001                                                        | Nathalie Tauziat                                                        | Miriam Oremans                                                          | 6–3, 7–5                                                                |                                                                         |
| 2000                                                        | Lisa Raymond                                                            | Tamarine Tanasugarn                                                     | 6–2, 6–7, 6–4                                                           |                                                                         |
| 1999                                                        | Julie Halard-Decugis                                                    | Nathalie Tauziat                                                        | 6–2, 3–6, 6–4                                                           |                                                                         |
| 1998                                                        | Torneio de simples cancelado durante as quartas de final devido à chuva | Torneio de simples cancelado durante as quartas de final devido à chuva | Torneio de simples cancelado durante as quartas de final devido à chuva | Torneio de simples cancelado durante as quartas de final devido à chuva |
| 1997                                                        | Nathalie Tauziat                                                        | Yayuk Basuki                                                            | 2–6, 6–2, 6–2                                                           |                                                                         |
| 1996                                                        | Meredith McGrath                                                        | Nathalie Tauziat                                                        | 2–6, 6–4, 6–4                                                           |                                                                         |
| 1995                                                        | Zina Garrison-Jackson                                                   | Lori McNeil                                                             | 6–3, 6–3                                                                |                                                                         |
| 1994                                                        | Lori McNeil                                                             | Zina Garrison-Jackson                                                   | 6–2, 6–2                                                                |                                                                         |
| 1993                                                        | Lori McNeil                                                             | Zina Garrison-Jackson                                                   | 6–4, 2–6, 6–3                                                           |                                                                         |
| 1992                                                        | Brenda Schultz                                                          | Jenny Byrne                                                             | 6–2, 6–2                                                                |                                                                         |
| 1991                                                        | Martina Navrátilová                                                     | Natalia Zvereva                                                         | 6–4, 7–6                                                                |                                                                         |
| 1990                                                        | Zina Garrison-Jackson                                                   | Helena Suková                                                           | 6–4, 6–1                                                                |                                                                         |
| 1989                                                        | Martina Navrátilová                                                     | Zina Garrison                                                           | 7–6, 6–3                                                                |                                                                         |
| 1988                                                        | Claudia Kohde-Kilsch                                                    | Pam Shriver                                                             | 6–2, 6–1                                                                |                                                                         |
| 1987                                                        | Pam Shriver                                                             | Larisa Savchenko                                                        | 4–6, 6–2, 6–2                                                           |                                                                         |
| 1986                                                        | Pam Shriver                                                             | Manuela Maleeva                                                         | 6–2, 7–6                                                                |                                                                         |
| 1985                                                        | Pam Shriver                                                             | Betsy Nagelsen McCormack                                                | 6–1, 6–0                                                                |                                                                         |
| 1984                                                        | Pam Shriver                                                             | Anne White                                                              | 7–6, 6–3                                                                |                                                                         |
| 1983                                                        | Billie Jean King                                                        | Alycia Moulton                                                          | 6–0, 7–5                                                                |                                                                         |
| 1982                                                        | Billie Jean King                                                        | Rosalyn Fairbank                                                        | 6–2, 6–1                                                                |                                                                         |

### Duplas
| Ano                                                         | Campeãs                                  | Vice-campeãs                            | Resultado         |
| ----------------------------------------------------------- | ---------------------------------------- | --------------------------------------- | ----------------- |
| 2024                                                        | Hsieh Su-wei Elise Mertens               | Miyu Kato Zhang Shuai                   | 6–1, 6–3          |
| 2023                                                        | Marta Kostyuk Barbora Krejčíková         | Storm Hunter Alycia Parks               | 6–2, 7–67         |
| 2022                                                        | Lyudmyla Kichenok Jeļena Ostapenko       | Elise Mertens Zhang Shuai               | w.o.              |
| 2021                                                        | Marie Bouzková Lucie Hradecká            | Ons Jabeur Ellen Perez                  | 6–4, 2–6, [10–8]  |
| Torneio não realizado em 2020 devido à pandemia de COVID-19 |                                          |                                         |                   |
| 2019                                                        | Hsieh Su-wei Barbora Strýcová            | Anna-Lena Grönefeld Demi Schuurs        | 6–4, 46–7, [10–8] |
| 2018                                                        | Tímea Babos Kristina Mladenovic          | Elise Mertens Demi Schuurs              | 4–6, 6–3, [10–8]  |
| 2017                                                        | Ashleigh Barty Casey Dellacqua           | Chan Hao-ching Zhang Shuai              | 6–1, 2–6, [10–8]  |
| 2016                                                        | Karolína Plíšková Barbora Strýcová       | Vania King Alla Kudryavtseva            | 6–3, 7–61         |
| 2015                                                        | Garbiñe Muguruza Carla Suárez Navarro    | Andrea Hlaváčková Lucie Hradecká        | 6–4, 6–4          |
| 2014                                                        | Raquel Kops-Jones Abigail Spears         | Ashleigh Barty Casey Dellacqua          | 7–61, 6–1         |
| 2013                                                        | Ashleigh Barty Casey Dellacqua           | Cara Black Marina Erakovic              | 7–5, 6–4          |
| 2012                                                        | Tímea Babos Hsieh Su-wei                 | Liezel Huber Lisa Raymond               | 7–5, 26–7, [10–8] |
| 2011                                                        | Olga Govortsova Alla Kudryavtseva        | Sara Errani Roberta Vinci               | 1–6, 6–1, [10–5]  |
| 2010                                                        | Cara Black Lisa Raymond                  | Liezel Huber Bethanie Mattek-Sands      | 6–3, 3–2, ab.     |
| 2009                                                        | Cara Black Liezel Huber                  | Raquel Kops-Jones Abigail Spears        | 6–1, 6–4          |
| 2008                                                        | Cara Black Liezel Huber                  | Séverine Brémond Virginia Ruano Pascual | 6–2, 6–1          |
| 2007                                                        | Chan Yung-jan Chuang Chia-jung           | Sun Tiantian Meilen Tu                  | 7–63, 6–3         |
| 2006                                                        | Jelena Janković Li Na                    | Jill Craybas Liezel Huber               | 6–2, 6–4          |
| 2005                                                        | Daniela Hantuchová Ai Sugiyama           | Eleni Daniilidou Jennifer Russell       | 6–2, 6–3          |
| 2004                                                        | Maria Kirilenko Maria Sharapova          | Lisa McShea Milagros Sequera            | 6–2, 6–1          |
| 2003                                                        | Els Callens Meilen Tu                    | Alicia Molik Martina Navrátilová        | 7–5, 6–4          |
| 2002                                                        | Shinobu Asagoe Els Callens               | Kimberly Po-Messerli Nathalie Tauziat   | 6–4, 6–3          |
| 2001                                                        | Cara Black Elena Likhovtseva             | Kimberly Po-Messerli Nathalie Tauziat   | 6–1, 6–2          |
| 2000                                                        | Rachel McQuillan Lisa McShea             | Cara Black Irina Selyutina              | 6–3, 7–63         |
| 1999                                                        | Corina Morariu Larisa Neiland            | Alexandra Fusai Inés Gorrochategui      | 6–4, 6–4          |
| 1998                                                        | Els Callens Julie Halard-Decugis         | Lisa Raymond Rennae Stubbs              | 2–6, 6–4, 6–4     |
| 1997                                                        | Katrina Adams Larisa Savchenko           | Nathalie Tauziat Linda Wild             | 6–2, 6–3          |
| 1996                                                        | Elizabeth Smylie Linda Wild              | Lori McNeil Nathalie Tauziat            | 6–3, 3–6, 6–1     |
| 1995                                                        | Manon Bollegraf Rennae Stubbs            | Nicole Bradtke Kristine Radford         | 3–6, 6–4, 6–4     |
| 1994                                                        | Zina Garrison-Jackson Larisa Neiland     | Catherine Barclay Kerry-Anne Guse       | 6–4, 6–4          |
| 1993                                                        | Lori McNeil Martina Navrátilová          | Pam Shriver Elizabeth Smylie            | 6–3, 6–4          |
| 1992                                                        | Lori McNeil Rennae Stubbs                | Sandy Collins Elna Reinach              | 5–7, 6–3, 8–6     |
| 1991                                                        | Nicole Provis Elizabeth Smylie           | Sandy Collins Elna Reinach              | 6–3, 6–4          |
| 1990                                                        | Larisa Savchenko-Neiland Natalia Zvereva | Gretchen Magers Lisa Gregory            | 3–6, 6–3, 6–3     |
| 1989                                                        | Larisa Savchenko Natalia Zvereva         | Meredith McGrath Pam Shriver            | 7–5, 5–7, 6–0     |
| 1988                                                        | Larisa Savchenko Natalia Zvereva         | Leila Meskhi Svetlana Parkhomenko       | 6–4, 6–1          |
| Torneio de duplas não realizado em 1987 devido à chuva      |                                          |                                         |                   |
| 1986                                                        | Elise Burgin Rosalyn Fairbank            | Elizabeth Smylie Wendy Turnbull         | 6–2, 6–4          |
| 1985                                                        | Terry Holladay Sharon Walsh-Pete         | Elise Burgin Alycia Moulton             | 6–4, 5–7, 6–3     |
| 1984                                                        | Leslie Allen Anne White                  | Barbara Jordan Elizabeth Sayers         | 7–6, 6–3          |
| 1983                                                        | Billie Jean King Sharon Walsh            | Beverly Mould Elizabeth Sayers          | 6–2, 6–4          |
| 1982                                                        | Jo Durie Anne Hobbs                      | Rosie Casals Wendy Turnbull             | 6–3, 6–2          |